# Грем (ім'я)
Грем, Греям (англ. Graham, Graeme) — англомовне чоловіче особове ім'я з англійськими та шотландськими коренями. Походить від давньоанглійського англ. grey home («сірий будинок»). Згідно з іншими джерелами, походить від прізвища Грем, яке у свою чергу є англо-французькою формою назви міста Грантгем, в Лінкольнширі (Англія). Після XII століття ім'я набуло поширення і у Шотландії.
Носії:
- Грем Арнольд (англ. Graham Arnold; нар.1963) — австралійський футболіст, нападник.
- Грем Брукгаус (англ. Graham Brookhouse,; нар.1962) — британський сучасний п'ятиборець, олімпійський медаліст (1988).
- Грем Вірнкомб (англ. Graham Vearncombe; 1934—1992) — валлійський футболіст, воротар.
- Грем Гілл (англ. Norman Graham Hill; 1929—1975) — британський автогонщик, дворазовий чемпіон світу з автоперегонів у класі Формула-1 (1962, 1968).
- Грем Інгліш (англ. Graeme English; 1964—2021) — шотландський борець вільного стилю,
- Грем Зусі (англ. Graham Zusi; нар.1986) — американський футболіст, півзахисник.
- Грем Ле Со (англ. Graeme Le Saux; нар.1968) — англійський футболіст, захисник.
- Грем Леггат (англ. Graham Leggat; 1934—2015) — шотландський футболіст, нападник.
- Грем Нотт (англ. Graham Knott; нар.1997) — канадський хокеїст, лівий нападник.
- Грем Рікс (англ. Graham Rix; нар.1957) — англійський футболіст, півзахисник, тренер.
- Грем Свіфт (англ. Graham Colin Swift; нар.1949) — британський письменник.
- Грем Сміт (англ. Graeme Smith; нар.1976) — британський плавець, олімпійський медаліст (1996).
- Грем Сунес (англ. Graeme Souness; нар.1953) — шотландський футболіст, півзахисник.
- Грем Тейлор (англ. Graham Taylor; 1944—2017) — англійський футболіст, захисник, футбольний тренер.
- Грем Янг (англ. Graham Frederick Young; 1947—1990) — серійний убивця.